# موهان پتال
موهان پتال (انگلیسی: Mohan Patel؛ زادهٔ ۱۱ نوامبر ۱۹۵۲) بازیکن هاکی روی چمن اهل نیوزیلند بود.